# Ksawery Chamiec
Ksawery Jaxa Chamiec herbu Gryf (ur. 1848 w Pustowarni, zm. 3 listopada 1910 w Warszawie) – polski prawnik, działacz społeczny, pisarz.

## Życiorys
Urodził się w 1848 w Pustowarni. Ukończył naukę w gimnazjum w Żytomierzu. Studiował na wydziale prawa Uniwersytetu Kijowskiego, gdzie w 1870 uzyskał dyplom. Przez kilkanaście lat prowadził gospodarstwo w rodzinnym majątku. Około 1890 przeprowadził się do Kijowa. Tam był obrońcą sądowym. Potem pracował w wydziale hipotecznym sądu okręgowego w Warszawie.
Od 1894 prowadził działalność literacką. Na łamach „Biblioteki Warszawskiej” wydano jego publikacje: Wśród stepów i jarów (studium chronologiczno-historyczne o Ukrainie), Tajemnica Pirenejów (studium etnograficzno-historyczne o Baskach). przełożył z języka czeskiego dzieło Starożytności słowiańskie autorstwa Lubora Niederlego.
Był powszechnie ceniony i darzony sympatią. Udzielał się w wielu sferach życia społecznego, m.in. w Muzeum Przemysłu i Rolnictwa, Towarzystwie Zachęty Sztuk Pięknych, Kasie Literackiej (jako skarbnik), w Komitecie Wielkiej Encyklopedii Powszechnej. Dał się też poznać jako filantrop.
Zmarł 3 listopada 1910 w Warszawie.